# 維奧蘭特灣
72°35′S 61°5′W / 72.583°S 61.083°W
維奧蘭特灣（英語：Violante Inlet）是南極洲的海灣，位於帕爾默地，長30公里、寬28公里，處於范寧角和赫德曼角之間，在1940年12月由美國研究隊發現和拍攝空中照片，現時由南極條約體系管理。